# Jak kotek z pieskiem umyli podłogę
Jak kotek z pieskiem umyli podłogę (ros. как кошечка и собачка мыли пол, Kak koszka i sobaczka myli poł) – radziecki animowany film krótkometrażowy z 1977 roku w reżyserii Ałły Graczowej powstały na podstawie utworu Josefa Čapka.

## Wersja polska
- Reżyseria: Czesław Staszewski
- Dialogi: Elżbieta Marusik
- Dźwięk: Anatol Łapuchowski
- Montaż: Henryka Gniewkowska
- Kierownictwo produkcji: Edward Kupsz

Źródło: